# Grangeville (Kalifornia)
Grangeville – jednostka osadnicza w Stanach Zjednoczonych, w stanie Kalifornia, w hrabstwie Kings.